# Crossotus plurifasciculatus
Crossotus plurifasciculatus là một loài bọ cánh cứng trong họ Cerambycidae.